# Al Hazm FC
Al Hazm Football Club (arabsky: الحزم) je saúdskoarabský fotbalový klub z města Ar Rass, který byl založen roku 1957. V současné době hraje druhou nejvyšší saúdskoarabskou ligu Saudi First Division. Domácí zápasy hraje na Al Hazm Club Stadium s kapacitou 3 000 míst.